# Melitaea depauperata
Melitaea depauperata är en fjärilsart som beskrevs av De Sagarra 1924. Melitaea depauperata ingår i släktet Melitaea och familjen praktfjärilar. Inga underarter finns listade i Catalogue of Life.